# Соломоново море
Соломоново море е междуостровно море в югозападната част на Тихия океан, разположено между Соломоновите острови, Нова Британия и Нова Гвинея. Площта му е 755 хил. km2, средна дълбочина 2652 m.
Според Международната хидрографска организация границите му са следните: на запад и югозапад бреговете на остров Нова Гвинея, на юг – архипелагът Луизиада и остров Ренел, на изток и североизток – бреговете на Соломоновите острови, а на север – бреговете на островите Умбой, Нова Британия и Нова Ирландия.
На север чрез протоците Сейнт Джордж, Дампир и Витяз се свързва с Новогвинейско море, на североизток и изток чрез протоците между Соломоновите острови – с останалата част на Тихия океан, а на юг чрез протоците на архипелага Луизиада – с Коралово море.
Дължината му от северозапад на югоизток е около 1550 km, ширината е до 870 km, а площта е към 755 хил.km2. Има средна дълбочина 2652 м и максимална 9103 м в североизочната му част. Средногодишната температура на водата на повърхността е над 27° С, солеността е 34,5 ‰.
Климатът е екваториален с 2 дъждовни сезона в периода на равноденствията и средно 220 облачни дни годишно. По дъното му има подводни вулкани, а в южните му части – многочислени коралови рифове.